# Evelina Hoisel
Evelina de Carvalho Sá Hoisel ( Salvador, 23 de fevereiro de 1946) é uma professora e escritora brasileira,  primeira mulher a exercer a presidência da Academia de Letras da Bahia, Cadeira 34,  doutora em Teoria literária e literatura comparada pela Universidade de São Paulo.  

. Leciona e orienta graduandos e pós-graduandos no Instituto de Letras da Universidade Federal da Bahia (UFBA). É integrante do grupo de pesquisa O Escritor e Seus Múltiplos, que discute a multiplicidade dos escritores brasileiros em suas obras, ao lado das professoras Lígia Guimarães Telles e Antônia Herrera. 

## Biografia
Evelina de Carvalho Sá Hoisel nasceu em Salvador-Bahia, em 23 de fevereiro de 1946, filha do deputado João Gonçalves de Carvalho Sá e de d. Hyldeth Costa de Carvalho Sá. Até os dez anos de idade, morou com os avós paternos, o Cel. João Sá e d. Luzia de Carvalho Sá, na Fazenda Bela Vista de Brotas, em Jeremoabo.    
É Professora Titular da UFBA, junto ao Departamento de Fundamentos para o Estudo das Letras, no Instituto de Letras, desde 1971.     
Em 2015, foi a primeira mulher a ser eleita presidente da Academia de Letras da Bahia.    
No final de 2022, Evelina Hoisel foi eleita vice-presidente da Academia de Ciências da Bahia (ACB) para um mandato de três anos. Na mesma oportunidade, também foi eleito Manoel Barral Netto, como presidente da ACB.

## Obras
Entre as suas obras estão:   
- Grande sertão: veredas: genealogias
- A escritura anagramática de Grande Sertão: Veredas
- O círculo do dramático na obra de Guimarães Rosa
- João Guimarães Rosa: diálogo com os tradutores
- Cartografias do sertão rosiano
- A escritura biográfica Tese de Doutorado (1996)
- Visitações à obra literária de Judith Grossmann
- Viagens Vitorino Nemésio e intelectuais portugueses no Brasil
- Teoria, crítica e criação literária o escritor e seus múltiplos
- Supercaos: os estilhaços da cultura em « PanAmérica » e « Nações unidas »
- Rotas, trânsitos, migrações : ensaios de literatura e cultura
- Poesia e memória : a poética de Myriam Fraga
- Literatura e política
- Jorge Amado nos terreiros da ficção
- Jorge Amado : Cacau : a volta ao mundo em 80 anos : textos apresentados no curso *Jorge Amado 2013, III colóquio de literatura brasileira Academia de Letras da Bahia Salvador - Bahia 12 a 16 de Agosto de 2013
- Jorge Amado : Bahia de Todos-os-Santos: guia de ruas e mistérios [4] [6] [5]
- Teoria, crítica e criação literária: O escritor e seus múltiplos[8]